# Logdoez
Logdoez (Russisch: Логдуз) is een dorp (derevnja) in het district Baboesjkinski van de Russische oblast Vologda, gelegen aan de rivier de Sjarzjenga op 370 kilometer van Vologda en 120 kilometer van het districtscentrum imeni Baboesjkina. De bevolking bedraagt 300 mensen (schatting 2005).
De bevolking is vooral actief in de houtkap, dienstensector en zelfvoorzienende economie. Verschillende oude ambachten, zoals bierbrouwen, het maken van valenki, het houden van bijen in holle bomen, mandenmaken, het maken van houtsnijwerk, weven eboterkarnen worden er nog beoefend.
In het dorp bevindt zich een basisschool met ongeveer 50 kinderen, een houten kerk uit het begin van de 20e eeuw, een kroeg en een dokterspost.

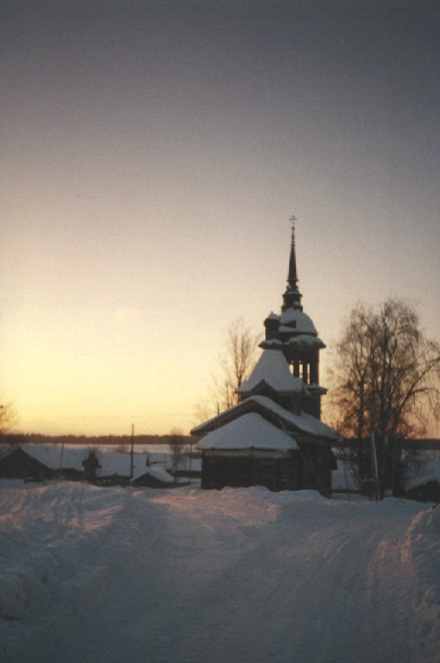
Houten kerk gewijd aan de heiligen Cosmas en Damianus
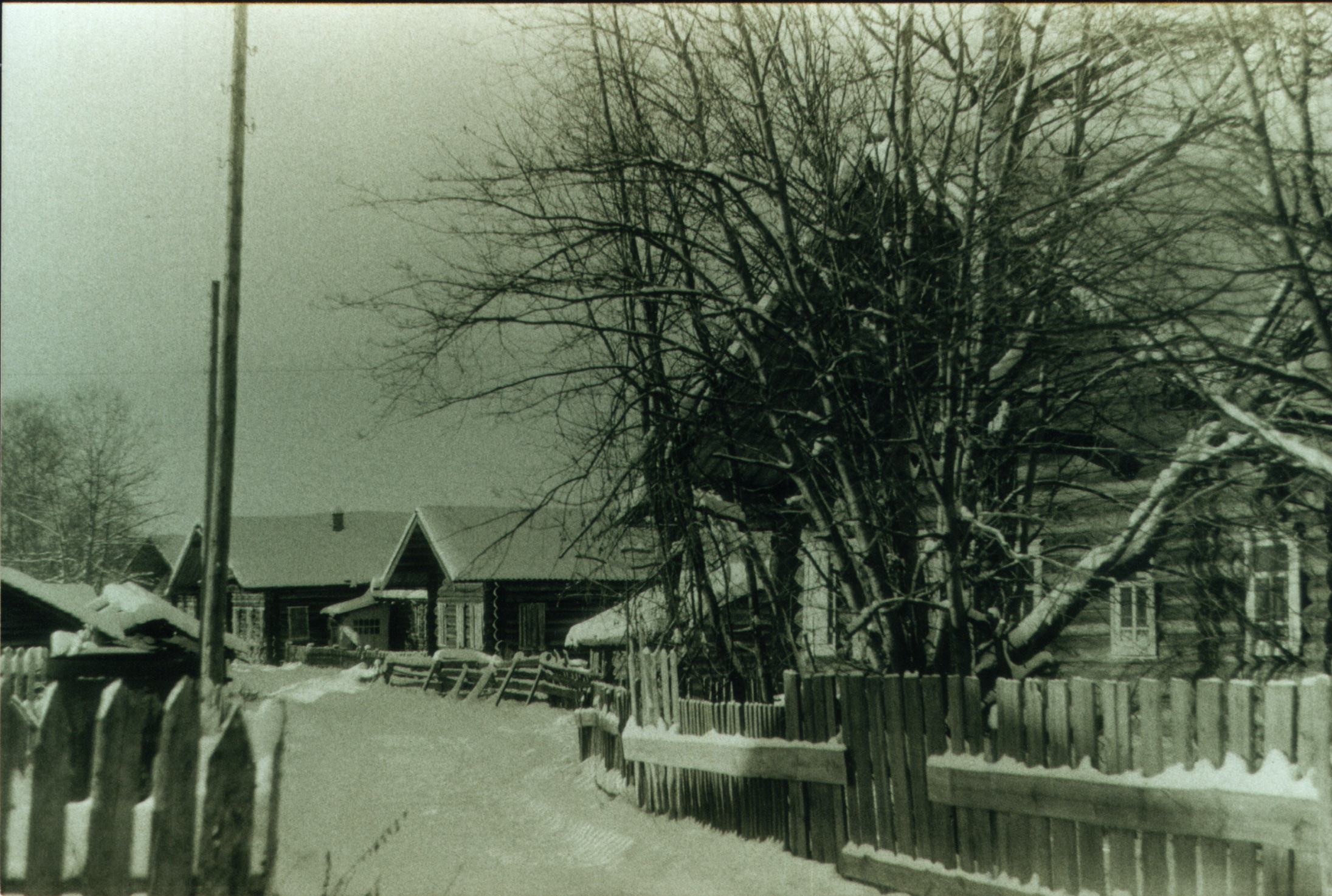
Straat in Logdoez